# گمینا ویلاموویتسه
گمینا ویلاموویتسه (به لهستانی:  Gmina Wilamowice) یک گمینا در لهستان است که در شهرستان بیلسکو واقع شده‌است. گمینا ویلاموویتسه ۵۶٫۷۲ کیلومتر مربع مساحت و ۱۵٬۱۶۶ نفر جمعیت دارد.

## خواهرخوانده
شهر دولنی بنشوو خواهرخواندهٔ گمینا ویلاموویتسه هست.